# Vangueriella
Vangueriella is een geslacht uit de sterbladigenfamilie (Rubiaceae). De soorten komen voor in tropisch Afrika.

## Soorten
- Sectie Vangueriella
  - Vangueriella chlorantha (K.Schum.) Verdc.
  - Vangueriella discolor (Benth.) Verdc.
  - Vangueriella laxiflora (K.Schum.) Verdc.
  - Vangueriella letestui Verdc.
  - Vangueriella nigerica (Robyns) Verdc.
  - Vangueriella nigricans (Robyns) Verdc.
  - Vangueriella olacifolia (Robyns) Verdc.
  - Vangueriella vanguerioides (Hiern) Verdc.
  - Vangueriella zenkeri Verdc.
- Sectie Stenosepalae
  - Vangueriella campylacantha (Mildbr.) Verdc.
  - Vangueriella georgesii Verdc.
  - Vangueriella glabrescens (Robyns) Verdc.
  - Vangueriella orthacantha (Mildbr.) Bridson & Verdc.
  - Vangueriella rhamnoides (Hiern) Verdc.
  - Vangueriella rufa (Robyns) Verdc.
  - Vangueriella sapinii (De Wild.) Verdc.
  - Vangueriella soyauxii (K.Schum.) Verdc.
  - Vangueriella spinosa (Schumach. & Thonn.) Verdc.

... · 
Acradenia · 
Acronychia · 
Aegle · 
Afraegle · 
Amyris · 
Casimiroa · 
Choisya · 
Citrus · 
Clausena · 
Dictamnus · 
Diplolaena · 
Fortunella · 
Limonia · 
Melicope · 
Murraya · 
Phellodendron · 
Poncirus · 
Ptelea · 
Ruta · 
Skimmia · 
Tetradium · 
Vangueriella · 
Vepris · 
Zanthoxylum · 
Zieria · 
...